# Karoline Munksnæs
Karoline Munksnæs (født 5. december 1978) er en dansk skuespiller.
Munksnæs er uddannet fra Skuespillerskolen ved Aarhus Teater i 2003.

## Filmografi
- Klinkevals (1999)
- Anna Pihl (tv-serie, 2006-2007)
- Kristian (tv-serie) – birolle som Helle
- Hr. Peabody & Sherman - stemme til Patty Peterson (2014)
- Popples - Bubbles

## Sange
- Der sidder en fugl og larmer
- I modsat retning
- Jeg savner dig (på den gode måde)
- Det holder op